# Tetradactylus
Tetradactylus — рід ящірокок з підродини Gerrhosaurinae родини Геррозаврів. Має 6 видів.

## Опис
Загальна довжина представників цього роду геррозаврів досягає 20—25 см. Шкіра зазвичай має однорідний темний колір (здебільшого коричнуватий, сіруватий з відтінками оливкового). Значну частину займає довгий хвіст. Особливістю представників роду Tetradactylus є дещо редуковані кінцівки та пальці. У деяких видів пальців 4 або навіть 2. Лапи досить короткі. Втім у всіх представників цього роду залишився розвинутим середній палець, завдяки якому Tetradactylus риють лази або нори.

## Спосіб життя
Полюбляють сухі, скелясті, кам'янисті місцини. Досить швидко пересуваються поміж каміння. Часто ховається у кущах або чагарниках. Живляться комахами та іншими дрібними безхребетними.
Це яйцекладні ящірки. Відкладають свої яйця у термітники. Самки Tetradactylus відкладають до 2 яєць.

## Розповсюдження
Мешкає у південно—східній частині Африки.

## Види
- Tetradactylus africanus
- Tetradactylus breyeri
- Tetradactylus eastwoodae
- Tetradactylus ellenbergeri
- Tetradactylus seps
- Tetradactylus tetradactylus
- Tetradactylus udzungwensis